# Enrico Pace

Enrico Pace (2009)

Enrico Pace (* 1967 in Rimini) ist ein italienischer Pianist, Dirigent und Komponist.

## Leben
Pace studierte Klavier bei Franco Scala, zunächst am Konservatorium Rossini in Pesaro, darauf an der Accademia Pianistica in Imola.
1987 gewann er den ersten Preis des Internationalen Yamaha-Wettbewerbs in Stresa und 1989 den ersten Preis des Internationalen Franz-Liszt-Klavierwettbewerbs in Utrecht. Pace spielte in vielen europäischen Städten sowie mit den Sinfonieorchestern von Sydney und Melbourne auf einer Australien-Tournee. Er arbeitete auch mit dem Warschauer Sinfonieorchester und dem Noord-Nederlands-Orchester zusammen.
1997/1998 begann er eine langfristige Zusammenarbeit mit dem Violinisten Frank Peter Zimmermann, mit dem zusammen er Konzerte in zahlreichen Ländern in Europa, Südamerika und Fernost gab. Weitere Musiker, mit denen er häufig auftritt, sind die Hornistin Marie Luise Neunecker und der Pianist Igor Roma.
Pace gab zahlreiche Rezitals in Europa, darunter im Concertgebouw von Amsterdam, wo er vier Mal in der Master Pianists Series auftrat, in Berlin, München, Dortmund, Mailand (Conservatorio Giuseppe Verdi und Teatro alla Scala), Rom, Brescia/Bergamo, Florenz, Dublin sowie in einigen südamerikanischen Städten. In einem Projekt von Maurizio Pollini gab Enrico Pace 1999 ein Rezital an den Salzburger Festspielen. Im Sommer 2001 gab er sein Debüt in Rezitals des Festivals Raritäten der Klaviermusik in Husum und des Festivals in La Roque-d’Anthéron, wo er umgehend für das Festival des nächsten Jahres eingeladen wurde. Er tritt regelmäßig mit bekannten Orchestern auf wie dem Rotterdams Philharmonisch Orkest, dem Niederländischen Philharmonischen Radioorchester und Radio-Sinfonieorchester, den Sinfonieorchestern von Sydney und Melbourne (auf einer Tournee durch Australien und Neuseeland), den Berliner Symphonikern, dem MDR-Sinfonieorchester von Leipzig, dem Warschauer Sinfonieorchester, der Philharmonie Brünn, den Orchestern von Johannesburg und Kapstadt, der Amsterdam Sinfonietta, dem Gelders-Orchester, dem Brabants-Orchester, dem Limburgs Symfonie Orkest, dem Noord-Nederlands-Orchester, dem Noordhollands Philharmonisch Orkest und dem National Youth Orchestra.
In der Saison 2003/2004 debütierte Pace mit den Münchner Philharmonikern unter Yakov Kreizberg, den Bamberger Symphonikern unter Walter Weller und dem BBC Philharmonic unter Gianandrea Noseda. Enrico Pace arbeitete unter anderen auch mit den Dirigenten Andrey Boreyko, Mark Elder, János Fürst, Junichi Hirokami, Eliahu Inbal, Jan Latham-Koenig, Kazimierz Kord, Alexander Liebreich, Tuomas Ollila-Hannikainen, Tadaaki Otaka, Stanisław Skrowaczewski, Bruno Weil und Antoni Wit zusammen.
Pace war auch als Kammermusiker tätig, unter anderen mit dem Shostakovich Quartet, dem Vanbrugh Quartet und dem Prometeo Quartet, und er nahm mehrere Male an Isabelle van Keulens Internationalem Kammermusikfestival in Delft teil. Der Pianist Leif Ove Andsnes lud ihn zwei Mal zu seinem Kammermusikfestival in Risør ein. Pace trat auch an den Kammermusikfestivals von Moritzburg, Kuhmo (Finnland), Stresa (Italien) und West Cork (Irland) auf.
Pace spielte sein erstes Doppel-CD-Album für das Londoner Label Piano Classics ein.